# Trung tâm Hội nghị Los Angeles

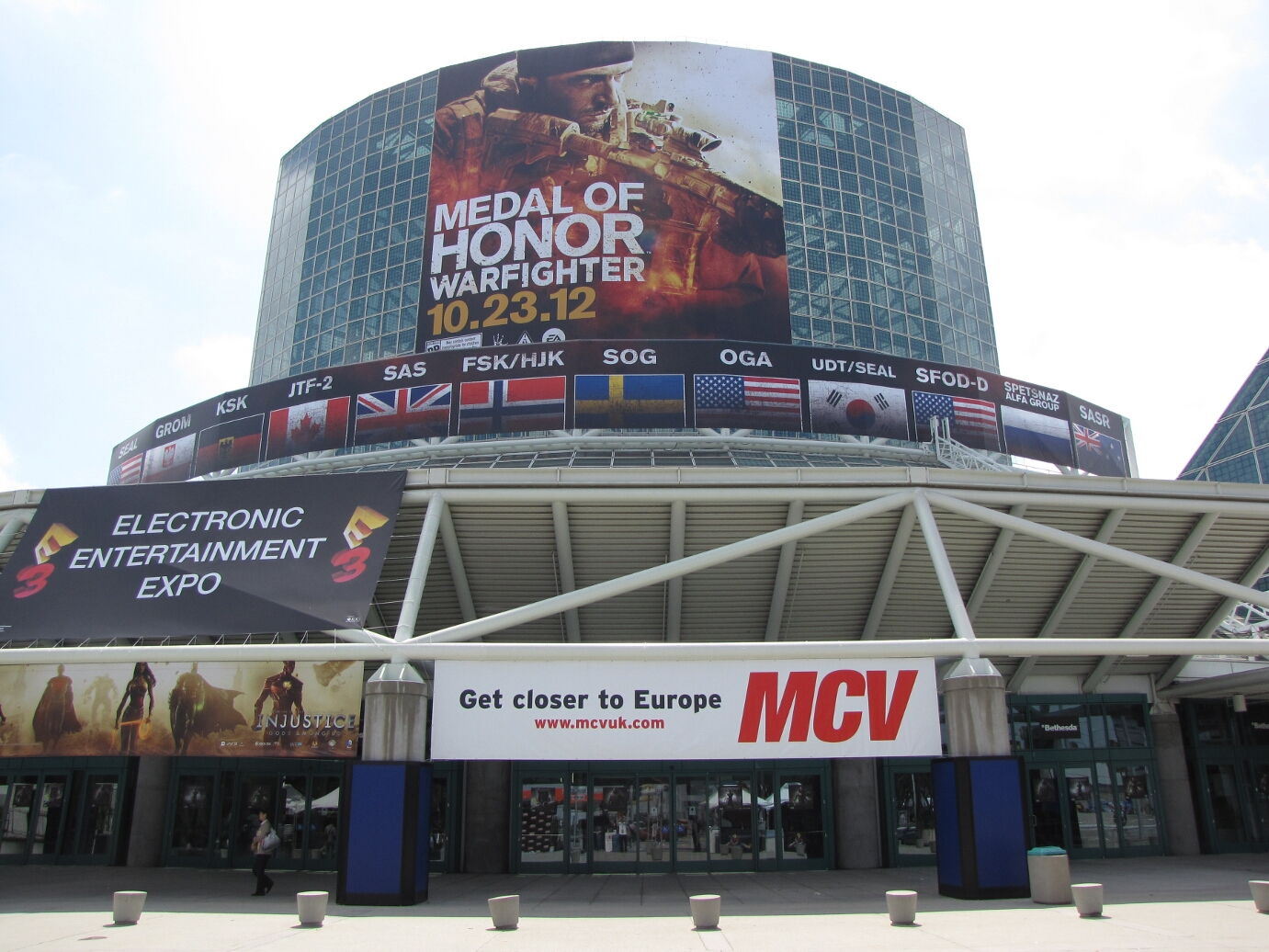
E3, Electronic Entertainment Expo tại Trung tâm triển làm, tháng 6 năm 2012

Trung tâm Hội nghị Los Angeles là trung tâm hội nghị ở phần phía tây nam của trung tâm thành phố Los Angeles. Trung tâm tổ chức nhiều hội nghị hàng năm và thường được sử dụng làm địa điểm quay phim trong các chương trình truyền hình và phim ảnh (đáng chú ý là một sân bay vũ trụ cho Starship Troopers và được sử dụng cho cảnh chiến đấu đỉnh cao trong Giờ cao điểm).

## Lịch sử
Trung tâm hội nghị, được thiết kế bởi kiến trúc sư Charles Luckman, được khai trương vào năm 1971 và mở rộng vào năm 1981, 1993 và 1997. Ban đầu nó được xây dựng dưới dạng một tòa nhà hình chữ nhật, giữa Đại lộ Pico và Phố 11 (nay là Chick Hearn Ct.) Trên Phố Figueroa. Phần phía đông bắc của Trung tâm đã bị phá hủy vào năm 1997 để nhường chỗ cho Trung tâm Staples. Phần phụ của Trung tâm Hội nghị về khung kính xanh và thép trắng, chủ yếu ở phía nam của Pico, được thiết kế bởi kiến trúc sư James Ingo Freed.